# Knesset (TV-program)
Knesset var ett TV-program som sändes på ZTV åren 1995–1997, i sammanlagt fem programsäsonger. Programledare de två första säsongerna var Kristian Luuk, för de tre sista Erik Haag. Det var del av Jan Stenbecks "experimentverkstad", där man testade nya programformat.

## Beskrivning
Programledaren hade en panel bestående av oftast tre personer. Programmet var lite av ett diskussions-/debattprogram, där man kunde samtala om "ingenting" och ta det "oseriösa" på allvar. Man kunde till exempel visa inspelade filmklipp, inte sällan med programledaren själv i huvudrollen, för panelen. Utifrån dilemmat i klippet skulle alla sedan få säga sin åsikt. Framför allt Kristian Luuk var själv väldigt strikt och allvarlig, medan panelen stod för humorn och urspårade diskussioner.
Programmets namn Knesset är hebreiska för "samling" och är även namnet för Israels parlament.

## Historik
Första programmet med Knesset sändes januari 1995. Under säsong 1 bestod ett avsnitt av först att läsa upp "tittarnas brev", därefter började vad som beskrevs som "lätta diskussionen". Efter det följde "3 saker" där panelmedlemmarna skulle beskriva 3 saker av ett förbestämt ämne som Luuk hade valt ut, till exempel "3 ställen jag inte vill besöka igen". Efteråt följde dagens "tunga ämne" som oftast öppnades med en filmsnutt på ämnet. Programmet avslutades med "Veckans Uppgift", där panelen fick visa upp hur de gjort/löst en läxa som Luuk gett dem veckan innan. Till exempel att rita en tavla eller skriva en dikt. Sista avsnittet av säsong 1 sändes maj 1995.
Under säsong 2 introducerades ämnet "Knivigt". Det gick ut på att en filmsnutt av en händelse spelades upp. I slutet av sketchen dök "Vad skulle du gjort?" upp, till exempel "din bästa kompis spelar in en värdelös demo som heter veto". Olle Sarri och Jonas Leksell var med i många av sketcherna.
Under säsong 3 introducerades "Lovebombing", som gick ut på att Haag valde ett ämne åt panelen att bara säga positiva saker om, att "lovebomba". Ämnen här var till exempel Finland, Skåne och potatis.
"Veckans Achiever" introducerades också denna säsong, där Haag efter varje avsnitt utsåg vem som hade gjort bäst ifrån sig. Martina Axén vann detta överlägset, med Johan och Jonas på delad andra plats.
Tova Magnusson-Norling vann titeln under säsong 5.
Andra tävlingar under säsongerna var bland annat "the Battle of the Trummisar" som stod mellan Johan Renck, Martina Axén och Jonas Leksell. Jonas vann denna tävling.
"100 meter"-tävlingen stod mellan Henrik Schyffert, Klas Fahlén och Estelle Milbourne. Tävlingen vanns av Klas.
I ett program under 1995 gjordes ett blindtest av "bubbeldrycker". Deltagarna agerade smakpanel och fick välja mellan mycket dyra till billiga mousserande drycker, med eller utan alkohol. Den dyraste champagnen vann inte blindtestet, utan en av de billigare och sötare bubbeldryckerna.
I det sista programmet samlades alla tidigare deltagare och framförde "We are the World".

## Musik
Titelmelodi var The Temptations med "Hey Girl (I Like Your Style)" från albumet Masterpiece från 1972.
Andra låtar som medverkade var: Reeperbahn - "Gröna Tapeter"; Wille Crafoord - "Ett Kness"; Alexis - "My Secret World"; Karin Magnusson - ?; "Sailor - Girls Girls Girls"; Sabrina - "Boys Boys Boys"

## Panelerna genom säsongerna
Säsong 1  (Våren 1995)
- Programledare: Kristian Luuk
- Panel: Sofia Eriksson, Eva Röse, Olle Ljungström
- Inhoppare: Johan Widerberg

Säsong 2 (1995)
- Programledare: Kristian Luuk
- Panel: Wille Crafoord, Karin Magnusson, Jonas Karlsson
- Inhoppare: Alice Bah Kuhnke, Vanna Rosenberg

Säsong 3 (1996)
- Programledare: Erik Haag
- Panel: Klas Fahlén, Henrik Schyffert, Estelle Milbourne
- Inhoppare: Jocke Åhlund

Säsong 4 (1996)
- Programledare: Erik Haag
- Panel: Johan Renck, Martina Axén, Jonas Leksell
- Inhoppare: Joa Heimer

Säsong 5 (1997)
- Programledare: Erik Haag
- Panel: Patrik Arve, Lina Perned, Tova Magnusson-Norling
- Inhoppare: Tarik Saleh, Dregen